# Turkov potok
Turkov potok je pritok potoka Plaznica, ki je drugi pritok reke Save po sotočju Save Bohinjke in Save Dolinke. Potok svoje vode nabira na severovzhodnih pobočjih planote Jelovica.  